# Lijst van burgemeesters van Oirschot
Dit is een lijst van burgemeesters van de Nederlandse gemeente Oirschot in de provincie Noord-Brabant.
| Ambtsperiode  | Naam burgemeester                          | Partij of stroming | Bijzonderheden |
| ------------- | ------------------------------------------ | ------------------ | -------------- |
| ??            | ??                                         |                    |                |
| 18?? - 1852   | Jan (J.) de Jong                           |                    |                |
| 1852 - 1868   | Hendrikus de Croon                         |                    |                |
| 1869 - 1878   | Adrianus Renardus Tret                     |                    |                |
| 1879 - 1894   | J.N.H.M. van Baar                          |                    |                |
| 1895 - 1925   | J.Ch.H. Breton van Lith                    |                    |                |
| 1925 - 1928   | jhr.mr. C.H.M.J.J. van Nispen tot Sevenaer |                    |                |
| 1928 - 1938   | Charles (Ch.W.E.G.) Janssens               |                    |                |
| 1938 - 1967   | Ed (E.A.M.A.) Steger                       | RKSP               |                |
| 1968 - 1978   | Mr. Henri (H.K.J.M.) Cappetti              |                    |                |
| 1978? - 1979? | Mr. Leo (L.M.N.) Schweitzer                | KVP                | waarnemend     |
| 1979 - 1990   | Piet (P.A.M.) Sanders                      | KVP / CDA          |                |
| 1990 - 2005   | Mr. Frits (G.G.I.M.) Speetjens             | CDA                |                |
| 2005 - 2006   | Mr. Jan (J.J.M.) Dosker                    | CDA                | waarnemend     |
| 2006 - 2017   | Mr. Ruud (R.A.L.) Severijns                | PvdA               |                |
| 2017 - heden  | Mr. Judith (J.C.R.) Keijzers               | CDA                |                |